# Olethreutes permundana
Espèce
Olethreutes permundana, appelée communément la Tordeuse du framboisier, est une espèce nord-américaine de lépidoptères (papillons) de la famille des Tortricidae.

## Description
L'imago a une envergure de 17 à 22 mm.

## Répartition
On trouve Olethreutes permundana dans l'Est des États-Unis, dans le Sud-Est du Canada et dans le Nord-Ouest de l'Amérique du Nord.

## Écologie
La chenille se nourrit des feuilles des espèces Spiraea salicifolia, Physocarpus opulifolius, Rubus hispidus (en), Rosa, Fragaria, Vaccinium pallidum, Gaylussacia, Rhus typhina, Corylus, Myrica et Carya.